# Lean construction
 (février 2013).
Si vous disposez d'ouvrages ou d'articles de référence ou si vous connaissez des sites web de qualité traitant du thème abordé ici, merci de compléter l'article en donnant les références utiles à sa vérifiabilité et en les liant à la section « Notes et références ».
 (février 2013).
- Si vous ne connaissez pas le sujet, laissez ce bandeau (vous pouvez alors contacter les auteurs).
- Si vous supprimez le contenu mis en cause (vous pouvez préalablement contacter les auteurs),

argumentez précisément cette suppression dans la page de discussion
(un manque de référence n'est pas un argument ; une recherche réelle de référence doit avoir été effectuée, être formellement documentée).
L'étendue des connaissances en « gestion de projet » évolue sans cesse avec les contraintes, d'une part du marché, d'autre part  des environnements dans lesquels les organisations évoluent. De même que le PMI (Project Management Institute) a créé sa propre version avec l’extension construction du PMBOK projets , la philosophie ‘Lean’, venue de l'industrie manufacturière, peut s'appliquer à la construction; c'est la Construction Lean.

## Origines de la Construction Lean
Le terme Lean est un qualificatif donné par une équipe de chercheurs du MIT au système inspiré des méthodes de production de Toyota, tel que présenté par James Womack et Daniel Jones dans leur livre ‘La machine qui a changé le monde’. La Construction Lean ou gestion de projet "LEAN" se traduit par le terme "svelte".
Le terme "Lean Construction" a été formulé pour la première fois par le "International Group for Lean Construction" en 1993, mais ce n'est que bien plus tard, au début des années 2010, que la Construction Lean a émergé en France.
La Construction Lean transpose les cinq principes de la gestion de la production ‘au plus juste’, tels que définis par Womack et Jones, à la livraison des projets:
- Déterminer la Valeur Ajoutée de chaque produit conçu et/ou fabriqué. La Valeur Ajoutée est définie comme ce pourquoi le client est prêt à payer.
- Définir la chaîne de valeur correspondant à chaque produit (chacune des étapes de production).
- Tendre les flux de réalisation de valeur (c'est-à-dire éliminer les étapes inutiles, sans valeur ajoutée ou créant des pertes de valeur).
- Travailler en flux tiré (produire au besoin et non produire selon la capacité/possibilité).
- Viser la perfection par l'amélioration continue.

Cette approche vise à maximiser la valeur et à minimiser les gaspillages, tels que perçus par le client final.

## Définition
S'agissant avant tout d'un courant de pensée, chacun peut adapter la sémantique proposée à sa propre configuration.
Voici la définition proposée par Patrick Dupin, Auteur en Lean Construction, doctorant à l’Université de Nottingham Trent (GB) et cofondateur du cabinet de conseil Delta-Partners : Philosophie visant à la création de valeur pour le Client par l'élimination des gaspillages, soutenue par des outils collaboratifs de gestion de projets, s’inscrivant dans le cadre d'une démarche systématique et rigoureuse d'amélioration continue.

### Philosophie
Plus qu'un ensemble d'outils, la« Construction Lean » est, avant tout, une démarche intellectuelle portée au niveau universitaire par l'Université de Berkeley en Californie (laboratoire P2SL) et par des entreprises de construction telles que DPR, HERRERO, TURNER  et BOLDT aux États-Unis; HOCHTIEF et ZUBLIN-STRABAG  en Allemagne, qui développent cette démarche sur l'ensemble de leurs opérations et en font publiquement la promotion.
Il est à noter que la Construction Lean est arrivée en Europe par le Royaume Uni (proximité linguistique).

### Création de Valeur
Des recherches (Glenn Ballard 2008) ont montré que seulement 15 % à 20 % des opérations sur chantier créaient de la valeur pour le Client (ce pour quoi il paie). Ces recherches ont été complétées notamment par Hamzah Abdul Rahman, Chen Wang et Irene Yen Wui Lim 

### Élimination des Gaspillages
Le corollaire de la création de valeur est l’élimination des gaspillages. L’attente du séchage du béton d’une dalle (plancher) coulé en place est un exemple typique de gaspillage, donc de non-création de valeur pour le Client. Le Client paie le fait d’utiliser une surface en béton et non l’action d’attendre qu’elle sèche, rendant toute opération sous celle-ci impossible à cause des forêts d’étais.

### Soutenu par des outils collaboratifs
Le Last Planner System TM, outil phare de la démarche Lean Construction, permet et stimule la collaboration entre les différents acteurs et parties prenantes du projet.

### Démarche Systématique et rigoureuse
Les résultats proviennent de la récurrence et de la rigueur avec laquelle la démarche est appliquée comme montré par Glenn Ballard en 2002 

### Amélioration Continue
Le développement d'une démarche "Lean" peut prendre des mois, des années, voire des décennies. Toyota a débuté le sien en 1962 et n'a toujours pas fini. « Lean is a Journey, not a destination » . Ou en français “ Le Lean est un voyage, pas une destination” : phrase emblématique du mouvement Lean, illustrant le caractère infini de la démarche. On peut tendre à la perfection, mais jamais l’atteindre.

## Les «Gaspillages» en gestion de projets
On peut maximiser les bénéfices d’un projet (sa valeur pour le client final et les autres parties prenantes) en minimisant les pertes associées aux méthodes traditionnelles de gestion de projet. Le tableau suivant, adapté des écrits récents de Greg Howell, Lauri Koskela 
et Hal Macomber, (trois promoteurs importants de la gestion de construction ‘LEAN’), de Norman Bodek, (un gourou de l’utilisation de la ‘Toyota Way’), ainsi que des écrits de Patrick Dupin, fait le parallèle entre les pertes liées à la production d’un produit et celles liées à la gestion d’un projet.
| Les 8 gaspillages (Muda)                                                   |
| -------------------------------------------------------------------------- |
| Transport (excès de déplacement de matières)                               |
| Inventaire (stock de matière, d'encours ou produits finis)                 |
| Mouvement (excès de déplacement des ressources - personnes ou équipements) |
| Attentes (interruption du flux de création de valeur)                      |
| Suproduction                                                               |
| Processus excessif (sur-qualité ou processus trop compliqué)               |
| Défauts                                                                    |
| Sous-utilisation des talents                                               |

Les gaspillages liés à la gestion d’un projet de construction proviennent de la nécessité de gérer à la fois un flux de matériel, de matériaux, et un flux humain. Même si les mêmes principes « logistiques » peuvent s’appliquer d’un chantier à l’autre, il faut les re-penser[Quoi ?] à chaque chantier.

## Les deux principes de base et les outils principaux
D’après une idée originale du Lean Construction Institute, développé par l’IGLC (International Group for Lean Construction):
- Un projet peut se gérer comme un « système de production », en contrôlant chacune de ses étapes pour en maximiser la valeur et en minimiser les pertes (Production Control).
- Un effort particulier doit être réservé à la conception, et à l’adaptation en cours de réalisation, de ce système de production temporaire « unique et différent » pour chaque projet, en collaboration avec toutes les parties prenantes (Work Structuring).

La conception doit faire l’objet d’une attention particulière pour réduire les adaptations en cours de chantier et promouvoir la collaboration entre toutes les parties prenantes.
Dans ce contexte, la gestion de projet « LEAN CONSTRUCTION» se matérialise par quatre outils importants :

### Système du dernier planificateur
Last Planner System (LPS - marque déposée du Lean Construction Institute) :
Le LPS est un « système de contrôle de la production », dans lequel le ‘dernier planificateur’, celui qui réalise le travail, (d’où Last Planner) est le mieux placé pour informer sur la possibilité d’un travail planifié. Cette remontée d’information est cruciale pour la garantie d'exécution d’une tâche considérée. Si celle-ci est planifiée dans le planning global (devrait être faite) et que le chantier a vérifié qu’elle pouvait l’être, alors il n’y a pas de raison (sauf aléas) pour qu’elle ne puisse pas être réalisée. Pour ce faire, le Last Planner s’appuie sur 4 piliers :
- La planification participative : celui qui fait le travail est celui qui fait les promesses (estimées en temps et en coûts, qualité à livrer et jalons à respecter). Si une promesse ne peut être tenue, alors elle ne doit pas être faite. Ce qui implique que chaque acteur a la capacité de dire « NON JE NE PEUX PAS»
- Une définition, en mode collaboratif, des intrants et des extrants livrés par chaque responsable de lot, est requise pour chaque lot de travail (pour éviter les attentes inutiles dues à une mauvaise compréhension des requis et interdépendances).
- Le ‘dernier planificateur’ est directement responsable du suivi et du contrôle de son travail. Si une promesse ne peut être tenue, un arbre des causes (5 pourquoi) sera établi afin de traiter les sources de pollutions et de désynchronisations et éviter qu’elles ne deviennent récurrentes.
- Des réunions fréquentes de partage de ‘ce qu’il reste à faire’ en temps réel sont de mise afin de s’adapter, collectivement et au même rythme, aux changements inévitables en cours de projet (l’impact des changements sur les intrants et extrants est alors connu de tous, et ce en continu).

### Gestion de la chaîne critique
Theory Of Constraints (TOC)  de Dr Eliyahu M. Goldratt : Cette approche, largement utilisée en industrie, vise à gérer les nombreux goulots d’étranglement (bottlenecks) et les temps d’attente. Il s’agit d’appliquer les principes suivants:
- La contrainte détermine souvent le niveau des ressources.
- La planification, la réalisation et les promesses de livraison se font en tenant compte des ressources disponibles et/ ou allouables au projet
- La durée du projet est déterminée selon les ressources disponibles, et non à partir d’une date d’achèvement désirée souvent théorique et irréaliste.
- Les ‘marges de manœuvre’ (buffers) sont extraites de chaque tâche pour mieux les identifier et les gérer.
- Le flux humain est primordial. Il doit être pensé  de manière ordonnée et prévisible en fonction des trois points précédents.
- La gestion des ‘marges de manœuvre’ extraites de chaque tâche va déterminer si le chantier est en avance ou en retard et la date prévisionnelle de fin pourra être mieux cernée (voire calculée par la projection de la tendance).
- L’ingénierie simultanée est favorisée (fast tracking). C’est la base d’une démarche de flux tiré (PULL), plutôt que poussé (PUSH) par augmentation des ressources (crashing).

### Équipes intégrées
Integrated Project Teams- IPT: Le client, les consultants, fournisseurs, entreprises, ouvriers, ainsi que les utilisateurs, constituent tous l’équipe de projet et fonctionnent en mode intégré :
- Les conditions du projet et les changements sont passés en revue pour mieux les anticiper et tenir les ‘promesses’. Les progrès du projet sont gérés à travers une série de « conversations » comparables au  ‘scrum’ en Agile Scheduling.
- L’équipe doit penser à s’adapter collaborativement et collectivement plutôt qu’à optimiser son seul périmètre.

### Le système de réalisation de projet ‘LEAN’ (LPD)
Lean Project Delivery System (LPDS - marque déposée du Lean Construction Institute)
Ce système de gestion de production de projet s'appuie sur tous les principes Lean.
En premier lieu, l'ensemble de parties prenantes clarifie la Valeur Ajoutée (ce pourquoi le client paie) et leurs Conditions de Satisfactions (motivations individuelles pour réussir le projet).
Ensuite, ils analysent le projet, en déterminent le processus et procèdent à une planification collaborative en flux tiré sur différents horizons (livrables, faisable, certain), selon la méthode LPS.
Finalement, à intervalle régulier, typiquement hebdomadaire, les parties prenantes font une revue et analyse de leur performance, ajuste les différents planning (organisation agile) et tirent le nouvel horizon dans le planning.

### La réalisation à Valeur Cible (TVD)
Le Target Value Delivery (TVD) est une pratique de gestion qui oriente la conception et la construction afin de fournir des valeurs client dans les limites des contraintes du projet. Elle consiste à fixer des objectifs de valeur et de coût avant la phase de conception, puis à orienter la conception et la construction pour atteindre ces objectifs. Cette approche vise à réduire les gaspillages tout en augmentant la valeur pour les parties prenantes et le profit pour l'équipe de travail.
Selon le Lean Construction Institute, la TVD est définie comme "une pratique de gestion disciplinée à utiliser tout au long du projet pour s'assurer que l'installation répond aux besoins opérationnels et aux valeurs des utilisateurs, est livrée dans le budget autorisé, et favorise l'innovation tout au long du processus pour augmenter la valeur et éliminer le gaspillage (temps, argent, effort humain)".
Contrairement aux méthodes traditionnelles où le coût est souvent une conséquence de la conception et de la réalisation, le TVD considère le coût comme objectif dès le début. Cela signifie que les équipes de projet collaborent dès les premières phases pour définir des objectifs de coût et de valeur, puis conçoivent le projet en conséquence, en s'assurant que les décisions prises respectent ces objectifs.
Ultimement, tout au long de la conception puis de la réalisation, les parties prenantes analysent collaborativement le travail restant à faire et le budget restant, en appliquant les 5 principes Lean.

### Le mode de projet intégré (Integrated Project Delivery - IPD)
La méthode de réalisation de projet intégrée (Integrated Project Delivery, ou IPD) est une approche collaborative de gestion de projet dans le secteur de la construction. Elle vise à intégrer les parties prenantes et les pratiques tout au long des phases de conception, de fabrication et de construction. L'objectif principal est d'optimiser les résultats du projet, d'accroître la valeur pour le propriétaire, de réduire le gaspillage et de maximiser l'efficacité.
L'IPD s'appuie sur une logique relationnelle et deux méthodes principales :
- L'alliance ou contrat multipartite

L'alliance est matérialisée par un contrat qui lie les parties au contrat de conception et réalisation de l'ouvrage dans le sens où les risques et bénéfices sont mutualisés selon une clef définies dans la phase d'évaluation. Les parties qui fournissent des prestations sont rémunérées selon leurs coûts directs de production et les la marge brute résultante est partagée conformément à la clef prédéfinie. Le désintéressement de fournir plus ou moins de travail couplé à la solidarité dans le résultat motive chaque partie d'agir dans l'intérêt de la plus grande réussite du projet.
- La réalisation de projet Lean (LPD)

- La réalisation à Valeur Cible (Target Value Delivery - TVD)

### Sources et bibliographie
- Patrick Dupin (préf. Glenn Ballard), Le Lean appliqué à la construction : Comment optimiser la gestion de projet et réduire coûts et délais dans le bâtiment, Paris, éd. Eyrolles, coll. « Blanche BTP », janvier 2014, 160 p. (ISBN 978-2-212-13832-0, présentation en ligne)
- Article de Prévention BTP de mai 2014: "Le Lean Construction crée un cercle vertueux d'amélioration continue"
- Article du Moniteur du Bâtiment et TP de mai 2013: Lean Construction, Avenir du BTP?: http://www.lemoniteur.fr/139-entreprises-de-btp/article/actualite/21101364-methodes-le-lean-construction-l-avenir-du-btp